# 护宁寺
护宁寺，位于山西省忻州市偏关县天峰坪镇寺沟村，是中华人民共和国山西省文物保护单位之一。
2004年6月10日，授予山西省文物保护单位，是一座古建筑。